# Krzysztof Madej
Krzysztof Madej (ur. 8 kwietnia 1949) – polski bokser, medalista mistrzostw Europy z 1973.
Startował w wadze koguciej (do 54 kg). Zdobył w niej brązowy medal na mistrzostwach Europy w 1973 w Belgradzie, gdzie po wygraniu dwóch walk przegrał w półfinale z późniejszym wicemistrzem Mircea Tone. Wystąpił na pierwszych mistrzostwach świata w 1974 w Hawanie, gdzie po wygraniu 1 walki przegrał w ćwierćfinale z późniejszym mistrzem Wilfredo Gómezem.
Był mistrzem Polski w 1973 i brązowym medalistą w 1974.
W 1974 zwyciężył w turnieju „Czarne Diamenty”.
Był zawodnikiem Carbo Gliwice.